# Dorothy J. Phillips
Dorothy Jean Phillips, née Wingfield le 27 juillet 1945, est une chimiste américaine et présidente élue de l'American Chemical Society. Elle a travaillé sur le dichroïsme circulaire et la bioséparation.
Elle est la première femme afro-américaine à obtenir une licence à l'Université Vanderbilt en 1967.

## Jeunesse et éducation
Phillips a grandi dans la ségrégation dans le sud des États-Unis. Elle était l'un des huit enfants. Son père, le révérend Robert Cam Wingfield, travaillait comme porteur à la gare routière Greyhound avant de suivre des cours au Séminaire théologique baptiste américain pour devenir ministre baptiste. Sa mère, Rebecca Cooper Wingfield, effectuait occasionnellement des travaux domestiques. En tant que jeune fille, les seules personnes blanches que Phillips connaissait étaient celles qui avaient employé sa mère.
Ses parents ont beaucoup soutenu son éducation et ont assisté aux réunions locales de l'Association des parents d'élèves noirs. Les Wingfields sont devenus plus actifs dans le mouvement des droits civiques après le boycott des bus de Rosa Parks en 1956. Son frère faisait partie des sit-in de Nashville et sa famille fut l'une des premières à s'intégrer à Nashville. Phillips a participé à une école d'été de la National Science Foundation pour les étudiants afro-américains, ce qui l'a inspirée à étudier la chimie. Elle et son petit ami ont participé à un concours de mathématiques à l'échelle de l'État « pour les étudiants de couleur ». Elle s'est finalement spécialisée en chimie à l'Université d'État du Tennessee, mais a été transférée à l'Université Vanderbilt en 1966.
Bien que Phillips ait initialement prévu d'étudier la médecine, elle a été découragée par son conseiller qui pensait qu'elle ne pourrait pas fonder une famille et fréquenter l'école de médecine. Elle s'est engagée auprès de la sororité Alpha Kappa Alpha. Elle a étudié la chimie à l'Université Vanderbilt, où elle a été la première femme afro-américaine à obtenir un baccalauréat ès arts en 1967. C'est en fréquentant l'Université Vanderbilt que Phillips a eu pour la première fois des camarades de classe et des professeurs blancs. Après avoir obtenu son diplôme, Phillips a travaillé dans la recherche psychopharmaceutique. Elle a terminé ses études de doctorat à l'Université de Cincinnati et a été, une fois de plus, la première femme afro-américaine de Cincinnati à obtenir un doctorat en biochimie.
En 1973, il rejoint l'American Chemical Society. Elle a travaillé sur le virus R17, en utilisant le dichroïsme circulaire et la résonance paramagnétique électronique pour comprendre la conformation de la protéine virale. Alors qu'il effectuait des recherches sur le virus R17, Phillips a lu le travail de Patrick Oriel chez Dow Chemical Company et a décidé de postuler.

## Carrière
Après avoir obtenu son diplôme, Phillips a rejoint la société Dow Chemical en tant que scientifique de laboratoire,. Elle a développé le dichroïsme circulaire et a commencé à travailler sur les antibiotiques et les herbicides. Chez Dow Chemical Company, Phillips a aidé des étudiants de l'Université d'État du Michigan à analyser les antibiotiques présents dans les aliments pour animaux. Elle a établi comment ils pourraient avoir un impact sur la croissance animale. Elle est responsable de plusieurs brevets dans ce domaine, dont un pour améliorer la lactation et un autre pour améliorer l'utilisation des aliments.   
Phillips a rejoint la Waters Corporation en 1984, où elle a travaillé dans la recherche et le développement jusqu'en 1996. Chez Waters Corporation, Phillips était membre du département de recherche et développement chimique, développant des matériaux de remplissage pour chromatographie et des bioséparations. Sous sa direction, l'équipe a développé les emballages d'échange AccellPlus, qui pourraient être utilisés pour séparer les protéines. Elle a commencé à consulter la société de biotechnologie Millipore corps (en), parcourant le monde pour parler du travail de la Waters Corporation. Ses travaux se sont élargis pour inclure la chromatographie liquide à haute performance. Phillips a également étudié de petites molécules, notamment le médicament sildénafil. Elle a occupé les fonctions de directrice du marketing clinique et de directrice du marketing stratégique. Elle a participé au développement des colonnes Symmetry et des cartouches Oasis de Waters Corporation. Chez Dow Chemical Company et Waters Corporation, Phillips est passé de la recherche et du développement à la gestion d'entreprise. Après une carrière de près de trente ans, Phillips a pris sa retraite de la Waters Corporation en 2013 en tant que directeur du marketing stratégique,.

### Service académique
En 1990, Phillips s'est impliqué dans la section nord-est de l'American Chemical Society . Elle a participé au projet SEED de l'American Chemical Society, une initiative qui permet aux lycéens issus de milieux défavorisés d'effectuer des stages d'été dans des laboratoires de recherche. En tant que candidate en 2013 au poste de directrice générale de l'American Chemical Society, Phillips a déclaré que si elle était élue à ce poste, elle chercherait à aborder deux questions : l'entreprise chimique mondiale et la sécurité chimique. En 2013, Phillips a été nommé directeur général de l'American Chemical Society. Depuis 2014, Phillips est l'agent de liaison du conseil d'administration de l'American Chemical Society pour le programme Science et droits de l'homme de la société. Ce programme surveille les cas de scientifiques du monde entier dont les droits ont été lésés. Elle a été réélue directrice générale en 2016 et cherche à utiliser son mandat pour améliorer leur « mondialisation et leur diversité ». En 2017, l'Université Vanderbilt a créé deux bourses d'études en son honneur. Le premier titulaire de la bourse était Renã A. S. Robinson. À l'automne 2019, Philips a été réélu pour un troisième mandat en 2020 au conseil d'administration de l'American Chemical Society .

## Prix et distinctions
Les prix et distinctions de Phillips comprennent :
- Anciens élèves distingués de l'Université de Cincinnati en 1994 [15]
- Prix d'excellence 2004 de la section Nashville de l'American Chemical Society [16]
- Prix de l'héroïne méconnue de l'Université Vanderbilt 2006 [16]
- Prix Henry A. Hill 2006 de la section nord-est de l'American Chemical Society [17]
- Prix Shirley B. Radding 2008 de l'American Chemical Society, section de la vallée de Santa Clara[18],[19].
- Prix de leadership 2008 de la Waters Corporation pour contributions exceptionnelles [2]
- Prix Dr Dorothy Wingfield Phillips pour le leadership 2008 de l'Université Vanderbilt
- Membre de l'American Chemical Society en 2010[20].
- Prix du chimiste distingué 2011 du New England Institute of Chemists [21]
- Chaire dotée Dr. Dorothy J. Wingfield Phillips de l'Université Vanderbilt 2015
- 2019 Membre de la classe inaugurale des Vanderbilt Trailblazers [22]
- Prix d'excellence Percy L. Julian 2020 de l'Organisation nationale pour l'avancement professionnel des chimistes et ingénieurs chimistes noirs[23]

### Vie personnelle
Phillips s'est mariée deux semaines après avoir obtenu son diplôme de l'Université Vanderbilt. Son frère, Robert C. Wingfield, est directeur du programme de sensibilisation aux substances toxiques environnementales et de développement durable de la communauté Fisk,. Elle a deux enfants, Anthony et Crystal, et une belle-fille appelée Vickie.